# Centaurea idaea
Centaurea idaea ist eine Pflanzenart aus der Gattung der Flockenblumen (Centaurea) in der Familie der Korbblütler (Asteraceae).

## Merkmale
Centaurea idaea ist ein ausdauernder Schaft-Hemikryptophyt, der Wuchshöhen von 5 bis 30 Zentimeter erreicht. Die Hauptachse ist kurz und hat zahlreiche übergipfelnde Seitenäste. Die Grundblätter sind zur Blütezeit vorhanden. Sie sind gestielt und leierförmig. Die 8 bis 10 Seitenfiedern sind lanzettlich, die Endfieder ist fast dreieckig und am Grund gestutzt bis fast herzförmig. Die Unterseite der Grundblätter ist dicht weißfilzig, die Oberseite locker weißfilzig. Die Hülle hat einen Durchmesser von 6 bis 8 Millimeter. Der Enddorn der Anhängsel ist gelblich und 15 bis 22 Millimeter groß. An seinem Grund befinden sich meist 2 Paar rötlichbraune, 3 bis 5 Millimeter lange Dornen. Die Früchte sind 2 bis 2,5 Millimeter groß. Lediglich an den inneren Früchten befindet sich ein Pappus, der 2,5 bis 3 Millimeter lang ist.
Die Blütezeit reicht von Mai bis Oktober.
Die Chromosomenzahl beträgt 2n = 22.

## Vorkommen
Centaurea idaea ist auf Kreta endemisch. Die Art wächst in trockenen Ruderalstellen, überweideter Phrygana und subalpinen Igelpolsterheiden in Höhenlagen von 0 bis 2370 Meter.